# Poeppigia procera
 (octobre 2019).
Genre
Espèce
Classification phylogénétique
Synonymes
- Poeppigia excelsa A.Rich.[2]
- Poeppigia procera var. procera[2]

Poeppigia procera est une espèce de plantes à fleurs dicotylédones de la famille des Fabaceae, sous-famille des Caesalpinioideae, originaire d'Amérique. C'est l'unique espèce acceptée du genre Poeppigia (genre monotypique).

## Liste des variétés
Selon Tropicos :
- Poeppigia procera var. conferta Benth.
- Poeppigia procera var. procera